# Cheilosa montana
Cheilosa montana är en törelväxtart som beskrevs av Carl Ludwig von Blume. Cheilosa montana ingår i släktet Cheilosa och familjen törelväxter. Inga underarter finns listade i Catalogue of Life.